# Car Wash (piosenka)
Car Wash – piosenka disco nagrana przez amerykański zespół Rose Royce. Autorem i producentem nagrania był Norman Whitfield. Był to debiutancki singiel grupy, który był także jednym z najpopularniejszych utworów ery disco. „Car Wash” jako tytułowy temat muzyczny amerykańskiego filmu Myjnia samochodowa (1976), okazał się największym sukcesem komercyjnym formacji Rose Royce. Piosenka dotarła do pozycji 1. na amerykańskiej liście przebojów Hot 100 kompilowanej przez czasopismo Billboard. Na Wyspach Brytyjskich singiel z utworem znalazł się na miejscu 9. zestawienia UK Singles Chart. W 2004 roku „Car Wash” został nagrany przez Christinę Aguilerę i Missy Elliott, których singiel promował album ze ścieżkę dźwiękową do filmu animowanego Rybki z ferajny.

## Wersje innych wykonawców

### Wersja Christiny Aguilery i Missy Elliott
Piosenka R&B nagrana przez wokalistkę pop Christinę Aguilerę oraz raperkę Missy Elliott na potrzeby ścieżki dźwiękowej do filmu animowanego Rybki z ferajny (2004). Utwór wydany został na singlu we wrześniu 2004 roku.

#### Aranżacja duetu
Christina Aguilera i Missy Elliott nagrały piosenkę w 2004 roku, nadając klasycznej kompozycji disco nowoczesny, dance-popowy styl przy wzbogaceniu o elementy hip-hopu (fragmenty rapowane przez Elliott). Zmieniono także aranżację utworu, dostosowując go do właściwości wokalu Aguilery. W jednym z udzielonych wywiadów artystka powiedziała: „Musieliśmy zmienić tonację, by była nieco wyższa, w sam raz dla mojego przedziału. Z tego względu nie mogliśmy użyć sampli z „Car Wash”. Skorzystaliśmy jednak z szerokiego zakresu instrumentów muzycznych, by odtworzyć stary, soulowy klimat tego klasycznego szlagieru”.

#### Piosenka a film
„Car Wash” było jedynym singlem promującym ścieżkę dźwiękową do filmu Rybki z ferajny. W kontekście filmu tytuł utworu nawiązuje do miejsca pracy głównego bohatera Oscara, stylizowanej na myjnię samochodową podmorskiej myjni dla wielorybów.

#### Popularność

##### Nagrody i wyróżnienia
Australijskie stowarzyszenie ARIA i nowozelandzkie RIANZ przyznały singlowi certyfikat złotej płyty.
W 2005 roku cover nominowano do dwóch nagród People’s Choice w kategoriach „Favorite Remake” oraz „Favorite Combined Forces”.

##### Rankingi
Na początku 2011 roku zorganizowano ranking najczęściej granych piosenek podczas masowych imprezach sportowych organizowanych na terenie Ameryki Północnej w sezonie 2009–2010. Utwór „Car Wash” zajął w nim piąte miejsce, natomiast zwycięski okazał się utwór autorstwa Briana Maya – „We Will Rock You”, nagrany przez brytyjski zespół Queen. Cover wykonywany przez Aguilerę i Elliott został także uznany za najpopularniejszą piosenkę pobudzająca publiczność do kibicowania na rozgrywkach Głównej Ligi Baseballa.

##### Opinie
Zdaniem redaktorów serwisu the-rockferry.onet.pl, „Car Wash” to jedna z najlepszych kompozycji nagranych przez Aguilerę w latach 1997–2010. Według Michiela Vosa (A Bit of Pop Music) piosenka jest pobudzająca, chwytliwa i zagrzewa do tańca.

#### Wydanie singla
Singel opublikowany został na płytach kompaktowych oraz w sprzedaży cyfrowej; w formie digital download wydany został w momencie, w którym zakup utworów muzycznych drogą internetową dopiero się rozwijał. Jego premiera zbiegała się z amerykańską premierą filmu Rybki z ferajny.
1 października 2004 roku Christina Aguilera wystąpiła z utworem „Car Wash” w muzycznym programie telewizyjnym BBC Top of the Pops.
Utwór spotkał się z niekwestionowanym powodzeniem komercyjnym, szczególnie na terenie Oceanii i Europy. W oficjalnych notowaniach Australii i Nowej Zelandii uplasował się na wysokich pozycjach (#2). W większości państw europejskich „Car Wash” znalazło się w Top 20 list przebojów, a w blisko dziesięciu krajach – ulokowało się w Top 10 (między innymi #4 na UK Singles Chart i #3 w holenderskim zestawieniu Dutch Top 40). Singel nie odniósł jednak sukcesu komercyjnego w Ameryce Północnej, gdzie na liście Billboard Hot 100 dotarł jedynie do pozycji #63. Utwór nie był w ogóle notowany na liście Canadian Singles Chart, w przeciwieństwie do poprzednich singli Aguilery.

#### Teledysk
Wideoklip do utworu „Car Wash” wyreżyserował Rich Newey. W teledysku przeplatają się sceny animowane, przedstawiające ryby o wizerunkach Aguilery i Elliott.

#### Listy utworów i formaty singla
| Singiel CD (Europa) 1. „Car Wash” – 3:51 2. „Can’t Wait” (w wykonaniu Avanta) – 3:45 3. „Digits” (w wykonaniu Fan 3) – 3:39 4. „Car Wash” (teledysk) | Maksi singiel CD (świat) 1. „Car Wash” – 3:51 2. „Can’t Wait” (w wykonaniu Avanta) – 3:45 3. „Digits” (w wykonaniu Fan 3) – 3:39 |

#### Listy przebojów
| Notowanie (2004)                 | Najwyższa pozycja |
| -------------------------------- | ----------------- |
| Australian ARIA Top 50 Singles   | 2                 |
| Austrian Top 75 Singles          | 11                |
| Belgium Top 50 Singles           | 2                 |
| Brazilian Top 100 Singles        | 4                 |
| Chilean Top 100 Singles          | 5                 |
| Costa Rican Airplay Chart        | 6                 |
| Danish Top 40 Singles            | 5                 |
| Dutch Top 40                     | 3                 |
| European Hot 100 Singles         | 5                 |
| Finnish Top Singles Chart        | 9                 |
| German Top 100 Singles           | 6                 |
| Hong Kong Top 20 Airplay         | 2                 |
| Single (track) Top 20 lista      | 8                 |
| Indonesian Top Singles Chart     | 7                 |
| Irish Top 50 Singles             | 5                 |
| Luxembourg Top 40 Airplay        | 8                 |
| Mexican Top 100 Singles          | 15                |
| New Zealand RIANZ Top 50 Singles | 2                 |

| Notowanie (2004)                        | Najwyższa pozycja |
| --------------------------------------- | ----------------- |
| Norwegian VG-lista Top 20 Singles       | 13                |
| Philippines Top Singles Chart           | 1                 |
| Sweden Top 60 Singles                   | 27                |
| Swiss Top 100 Singles                   | 5                 |
| Taiwanese Top 10 Singles                | 8                 |
| Tokyo Hot 100                           | 10                |
| U.S. Billboard Hot 100                  | 63                |
| U.S. Billboard Pop 100                  | 30                |
| U.S. Billboard Top 40 Mainstream        | 19                |
| UK Official Top 75 Singles              | 4                 |
| United World Chart                      | 10                |
| World Soundtracks/O.S.T. Top 20 Singles | 1                 |

#### Historia wydania
| Kraj                        | Data                 | Format                      | Wytwórnia                       |
| --------------------------- | -------------------- | --------------------------- | ------------------------------- |
| Stany Zjednoczone           | 29 sierpnia 2004     | airplay                     | RCA Records, DreamWorks Records |
| Stany Zjednoczone           | wrzesień 2004        | singel CD, digital download | RCA Records, DreamWorks Records |
| Francja                     | 18 października 2004 | singel CD                   | DreamWorks Records              |
| Niemcy                      | 18 października 2004 | singel CD                   | DreamWorks Records              |
| singel CD, digital download | 18 października 2004 | Universal Music Group       |                                 |
| Wielka Brytania             | 1 listopada 2004     | singel CD                   | DreamWorks Records              |
| Japonia                     | 18 stycznia 2005     | singel CD                   | Universal Music Group           |